# Política da Hungria
Na Hungria, o Presidente da República, eleito pelo parlamento de quatro em quatro anos, tem um papel sobretudo cerimonial, mas os seus poderes incluem a nomeação do primeiro-ministro. 
O primeiro-ministro escolhe os membros do governo e tem o direito exclusivo de os dispensar. Cada um dos nomeados para o governo deve apresentar-se perante um ou mais comités parlamentares e tem de ser formalmente aprovado pelo presidente.
A Assembleia Nacional, unicameral e com 199 membros (o Országgyűlés), é o mais alto órgão de autoridade do estado e propõe e aprova legislação com o aval do primeiro-ministro. Um partido tem de conquistar pelo menos 5% dos votos para poder formar um grupo parlamentar. As eleições parlamentares nacionais acontecem de quatro em quatro anos (a última teve lugar em 8 de Abril de 2018).
Um Tribunal Constitucional de 12 membros tem o poder de contestar legislação com base em inconstitucionalidades.

## Galeria

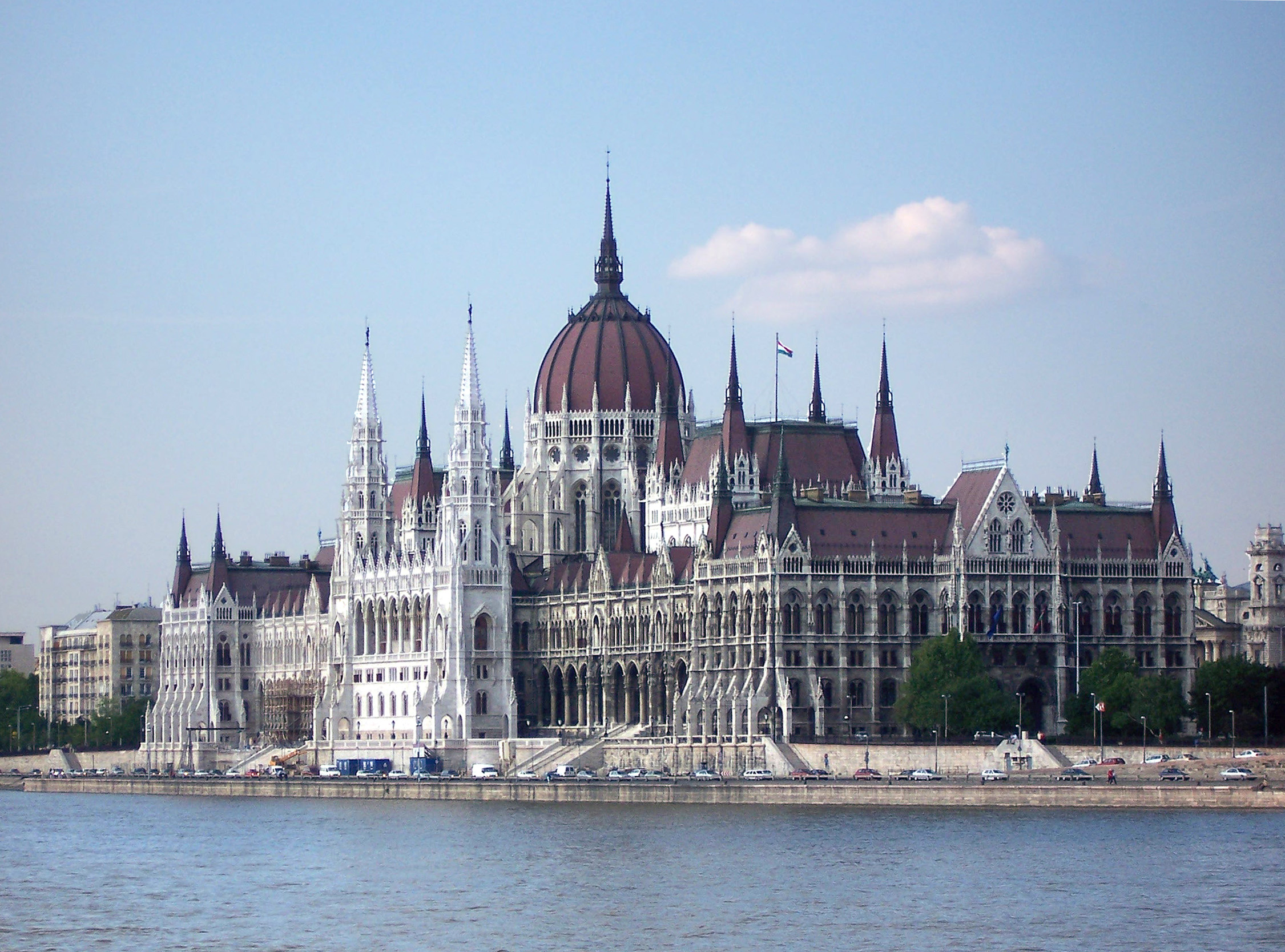
Assembleia Nacional da Hungria.
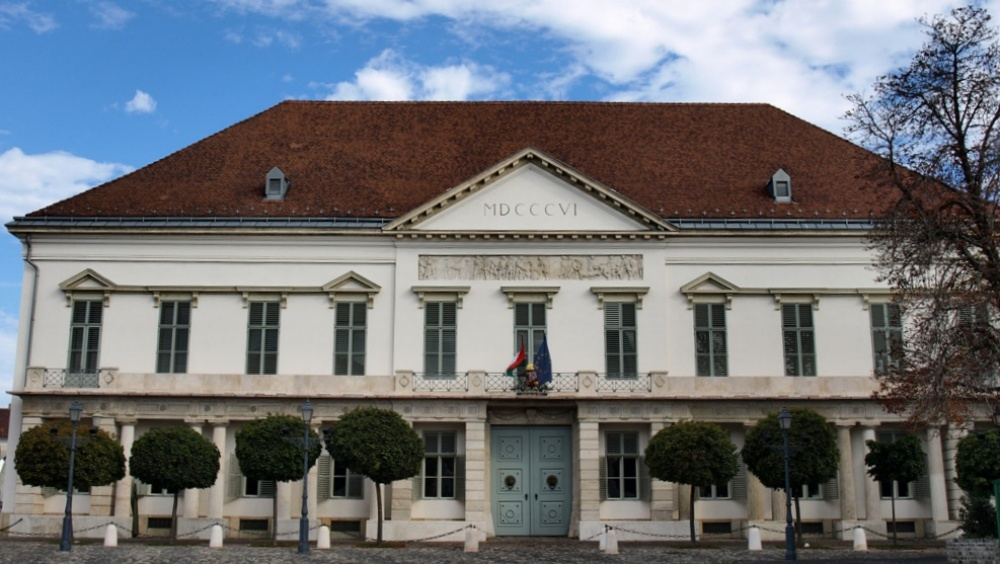
Palácio Sándor, sede do executivo.